# Erra (Band)
Erra ist eine 2009 gegründete Band aus Birmingham, Alabama. Die Namenswahl der Band geht auf die Gottheit Erra zurück. 

## Geschichte
Nach der Gründung der Band im Jahr 2009, folgten im Jahr 2010 dann die ersten beiden EPs ERRA und Andromeda. Es folgte 2011 ihr Debütalbum Impulse. Am 20. November 2012 ließ die Band verkünden, dass ihr Bassist Adam Hicks die Band verlassen hat. Sean Price füllte die Stelle wieder auf. Die Bandmitglieder erzählten in einem Interview, dass sie sich mit Philosophie beschäftigen (z. B. von Henri Bergson), welche sich in ihren Alben widerspiegelt.
2013 folgte das Album Augment. Es stieg auf Platz 117 in den US-Charts ein. Am 11. Juli 2014 gab die Band bekannt, dass ihr Sänger Garrison Lee sie verlassen habe. Kurz darauf wurde die EP Moments of Clarity veröffentlicht. Am 5. Februar 2016 wurde J.T. Cavey, der ehemalige Sänger von Texas in July, als neuer Frontmann vorgestellt. Das dritte Studioalbum, welches den Namen Drift trägt, wurde am 8. April 2016 über Sumerian Records veröffentlicht.
Am 12. Juni 2018 kündigte die Band ihr nächstes Album "Neon" an, welches am 10. August 2018 erscheinen wird. Außerdem wurde die erste Single des neuen Albums, "Disarray" veröffentlicht. Am 11. Juli 2018 wurde die zweite Single des neuen Albums, "Breach" veröffentlicht. Am 8. August 2019 veröffentlichte die Band ihre Single Eye of God und am 11. Oktober 2019 veröffentlichte die Band eine Coverversion von "You Think I Ain’t Worth A Dollar But I Feel Like A Millionare", ursprünglich von Queens of the Stone Age. Am 27. August 2020 kündigte die Band an, das sie nun unter Vertrag bei UNFD stehen. Nebenbei veröffentlichte die Band ihre Single Snowblood. Am 20. November 2020 veröffentlichte die Band eine weitere Single namens House of Glass.
Zwei Monate später, am 13. Januar 2021 veröffentlichte die Band eine dritte Single namens Divisionary. Außerdem kündigten sie an, das ihr neues selbst-benanntes Album am 19. März 2021 erscheinen wird. Nur einige Tage später, am 3. Februar 2021, erschien die vierte Single, Scorpion Hymn und rund einen Monat später, am 11. März 2021, erschien die letzte Single, Shadow Autonomous.

## Musikalischer Stil
Stilistisch bewegt sich die Band im Metalcore, mit Elementen aus dem Progressive Metal und Djent. Als Einflüsse nennt die Band unter anderem Misery Signals, Born of Osiris, As I Lay Dying und Saosin.

## Nebenprojekte

### Ghost Atlas
Jesse Cash, Gründungsmitglied der Band, veröffentlicht seit 2013 Musik in seinem Soloprojekt "Ghost Atlas". Bisher erschienen 2 EPs und 2 Alben, zuletzt 2019 "Sleep Therapy: An Acoustic Performance".

### The Artificials
Alan Rigdon, ein weiteres Gründungsmitglied, gründete nach seinem Rauswurf aus der Band 2014 die Band "The Artificials". Das Verlassen von ERRA verarbeitete er unter anderem in dem Song "Fox Follow".

## Diskografie

### Alben
| Jahr | Titel Musiklabel            | Höchstplatzierung, Gesamtwochen, AuszeichnungChartsChartplatzierungen (Jahr, Titel, Musiklabel, Platzierungen, Wochen, Auszeichnungen, Anmerkungen) | Anmerkungen                             |
| Jahr | Titel Musiklabel            | US | Anmerkungen                             |
| ---- | --------------------------- | --- | --------------------------------------- |
| 2011 | Impulse Tragic Hero Records | — | Erstveröffentlichung: 30. November 2011 |
| 2013 | Augment Tragic Hero Records | US117 (1 Wo.)US | Erstveröffentlichung: 29. Oktober 2013  |
| 2016 | Drift Sumerian Records      | US101 (1 Wo.)US | Erstveröffentlichung: 8. April 2016     |
| 2018 | Neon Sumerian Records       | US152 (1 Wo.)US | Erstveröffentlichung: 10. August 2018   |
| 2021 | Erra UNFD                   | — | Erstveröffentlichung: 19. März 2021     |
| 2024 | Cure UNFD                   | — | Erstveröffentlichung: 5. April 2024     |

### EPs
- 2010: Erra
- 2010: Andromeda
- 2014: Moments of Clarity

### Singles
- 2011: White Noise
- 2013: Pulse
- 2013: Hybrid Earth
- 2014: Dreamcatcher
- 2016: Luminesce
- 2016: Drift
- 2016: Orchid
- 2016: Hourglass
- 2018: Disarray
- 2018: Breach
- 2019: Eye of God
- 2019: You Think I Ain’t Worth a Dollar, But I Feel Like a Millionaire (Original: Queens of the Stone Age)
- 2020: Snowblood
- 2020: House of Glass
- 2021: Divisionary
- 2021: Scorpion Hymn
- 2021: Shadow Autonomous

### Als Gastmusiker
- 2024: Anything > Human (Bad Omens feat. Erra)